# Gísli Thorarensen
Gísli Thorarensen Sigurðsson, född 21 november 1818 i Hraungerði, död 25 december 1874, var en isländsk präst och poet.
Gísli dimitterades från Bessastaðir 1840 och studerade under några år teologi vid Köpenhamns universitet, men utan att avlägga examen. Han anställdes som lärare vid latinskolan i Reykjavik 1847, men året därpå blev han präst i Sólheimaþing i Skaftafellssýsla och 1873 i Stokkseyri i Árnessýsla. Han var en lyrisk diktare och psalmdiktare; hans epigram är också kända. En diktsamling Ljóðmæli med biografi utgavs i Reykjavik 1885.